# Lớp tương thích
Trong công nghệ phần mềm, lớp tương thích (tiếng Anh: compatibility layer) là một giao diện cho phép các tập tin nhị phân của một hệ thống cũ hoặc hệ thống ngoài chạy trên một hệ thống mới. Điều này chuyển các cuộc gọi hệ thống cho hệ thống ngoài thành các cuộc gọi hệ thống riêng cho hệ thống mới. Với một số thư viện cho hệ thống ngoài, điều này thường sẽ đủ để chạy các tệp nhị phân từ bên ngoài trên hệ thống mới. Một lớp tương thích phần cứng bao gồm các công cụ cho phép mô phỏng phần cứng.

## Phần mềm
Những ví dụ bao gồm:
- Wine, chạy một số chương trình Microsoft Windows trên các hệ thống tương tự Unix bằng trình tải chương trình và API Windows được triển khai trong DLL.
- Các lớp tương thích ứng dụng của Windows để cố gắng chạy các ứng dụng được viết kém hoặc các lớp được viết cho các phiên bản trước của nền tảng.[1]
- Lina, chạy một số chương trình nhị phân Linux trên Windows, Mac OS X và các hệ thống tương tự Unix với giao diện tự nhiên.
- KernelEX, chạy một số chương trình Windows 2000 / XP trên Windows 98 / Me.
- Executor, chạy các chương trình Mac OS "cổ điển" dựa trên 68k trong Windows, Mac OS X và Linux.
- Columbia Cycada, chạy các ứng dụng Apple iOS trên các hệ thống Android .
- Hybris, thư viện dịch Bionic thành các cuộc gọi glibc.
- Darling, một lớp dịch cố gắng chạy các hệ điều hành Mac OS X và Darwin trên Linux.
- Windows Subsystem for Linux chạy nhị phân Linux trên Windows.
- Cygwin, một môi trường tương thích POSIX chạy tự nhiên trên Windows.[2]